# Shelby Rabara
Shelby Ann Narito Rabara (Condado de Orange, 5 de outubro de 1983) é uma atriz e dançarina filipina-americana. Ela já apareceu em diversos filmes, séries de televisão, e anúncios publicitários tanto como atriz quanto dançarina. Rabara é conhecida por atuar como a voz de Peridot no desenho animado Steven Universe do Cartoon Network.

## Carreira
Rabara começou sua carreira como uma dançarina e foi um dos membros das Laker Girls, o grupo de líderes de torcida do time de basquete Los Angeles Lakers. Em 2005, ela ganhou um papel de sua primeira audição, feita para a comédia Grounded for Life.

## Vida pessoal
Rabara nasceu no Condado de Orange, na Califórnia. Ela foi criada junto de seus dois irmãos, por uma mãe solteira. Rabara possui descendência filipina. Ela se formou em artes e culturas do mundo pela Universidade da Califórnia, Los Angeles.
Rabara começou um relacionamento com o ator e dançarino sino-americano Harry Shum, Jr. em 2007. Os dois ficaram noivos em outubro de 2013, durante suas férias no Havaí, e casaram-se no dia 22 de novembro de 2015, na Costa Rica, local de nascimento do ator. O nascimento da filha deles, Xia, foi anunciado em 28 de março de 2019.

## Filmografia

### Filme
| Ano  | Título (inglês)              | Função                  | Notas          |
| ---- | ---------------------------- | ----------------------- | -------------- |
| 2009 | Spring Breakdown             | Garota do grêmio        |                |
| 2009 | 17 Again                     | Líder de torcida (1989) |                |
| 2009 | Dance Flick                  | Bailarina               |                |
| 2009 | Fame                         | Dançarina               |                |
| 2009 | A Fuchsia Elephant           | Shelby                  | Curta-metragem |
| 2010 | The LXD: The Uprising Begins | The Dark Nurse          |                |
| 2011 | The LXD: Rise of the Drifts  | Bella / Dark Nurse      |                |
| 2014 | Ballon                       | Marin                   | Curta-metragem |
| 2019 | Steven Universo: O Filme     | Peridot (voz)           |                |

### Televisão
| Ano       | Título (Inglês)                     | Papel                       | Notas                              |
| --------- | ----------------------------------- | --------------------------- | ---------------------------------- |
| 2005      | Grounded for Life                   | Jessica                     | Episódio: "Crazy"                  |
| 2005      | The Bold and the Beautiful          | Líder de torcida            | Episódio: "Episode #1.4482"        |
| 2007      | Cold Case                           | Jovem dançarina dos anos 80 | Episódio: "Shuffle, Ball Change"   |
| 2007      | Greek                               | Garota do grêmio            | Episódio: "The Rusty Nail"         |
| 2007      | Viva Laughlin                       | Dançarina do cassino        | Episódio: "Pilot"                  |
| 2008      | My Name is Earl                     | Jenny                       | Episódio: "Quit Your Snitchin'"    |
| 2009      | House M.D.                          | Dançarina                   | Episódio: "Under My Skin"          |
| 2009      | Community                           | Randi                       | Episódio: "Home Economics"         |
| 2009–10   | Glee                                | Shoshandra                  | 2 episódios                        |
| 2010–11   | The Legion of Extraordinary Dancers | Bella / Dark Nurse          | 5 episódios                        |
| 2011      | CSI: Crime Scene Investigation      | Dançarina #7                | Episódio: "All That Cremains"      |
| 2013      | Bunheads                            | Dançarina #2                | Episódio: "Next"                   |
| 2015      | Dr. Ken                             | Dançarina #1                | Episódio: "Pilot"                  |
| 2015-2019 | Steven Universo                     | Peridot (voz)               | Personagem principal; 41 episódios |
| 2019-2020 | Steven Universo Futuro              | Peridot (voz)               | Personagem principal; 7 episódios  |
| 2016      | 2 Broke Girls                       | Namorada                    | Episódio: "And the Sax Problem"    |
| 2016      | Awkward.                            | Mia                         | Personagem recorrente              |
| 2017      | Me and My Grandma                   | Heidi                       | Personagem principal; 6 episódios  |